# Claudia Näser
Claudia Näser (* 1970) ist eine deutsche Ägyptologin mit der Spezialisierung auf die Archäologie Ägyptens und des Sudan.
Claudia Näser studierte von 1989 bis 1994 Ägyptologie, Sudanarchäologie und Klassische Archäologie an der Friedrich-Schiller-Universität Jena und der Humboldt-Universität zu Berlin (HUB). Bis 1995 folgte ein Aufbaustudium vor allem der Afrikaarchäologie am St. John’s College der University of Cambridge. Dort erlangte sie den Titel Master of Philosophy mit der Arbeit Cemetery 214 at Abu Simbel North. A Case-Study of Patterning in Meroitic Lower Nubian Burial and the Interpretation of the Social Practices.
Von 1996 bis 2001 folgte an der HUB ein Promotionsstudium im Fach Ägyptologie. Thema ihrer Dissertation war Der Alltag des Todes. Archäologische Zeugnisse und Textquellen zu funerären Praktiken und Grabplünderungen in Deir el-Medine im Neuen Reich. Daran schloss sich bis 2004 eine Tätigkeit beim Teilprojekt „Eine Archäologie der Interaktionen. Nomadische Gruppen, rurale Bevölkerungen und ägyptische Eroberer in Unternubien im Neuen Reich“ des Sonderforschungsbereiches 586 („Differenz und Integration“) der Deutschen Forschungsgemeinschaft am Ägyptologischen Institut der Universität Leipzig. Von 2003 bis 2015 lehrte Näser als Gastprofessorin an der HUB, dabei von 2004 bis 2012 als Juniorprofessorin. Seit 2016 lehrte sie zunächst als Teaching Fellow in Egyptian Archaeology, seit 2017 als Lecturer in Egyptian Archaeology am University College der Universität London.
Ausgrabungen führten sie nach Dar al-Manasir, wo sie zusammen mit Frank Kammerzell eine Rettungsgrabung in einem von einem neuen Staudamm bedrohten Gebiet am vierten Nilkatarakt leitete (H.U.N.E.-Humboldt-University Nubian Expedition). Zwischen 2005 und 2015 leitete Näser auch die Ausgrabungen in al-Musawwarat as-Sufra im Sudan und seit 2006 eine archäologische Mission auf der Nilinsel Mograt. Seit 2017 unternimmt sie außerdem Ausgrabungen in Schalfak, einer Festung des Mittleren Reichs im Nasser-See.
Seit 2018 ist sie Herausgeberin des Journal of Egyptian Archaeology (Stand 2020).

## Schriften
- Der Alltag des Todes. Archäologische Zeugnisse und Textquellen zu funerären Praktiken und Grabplünderungen in Deir el-Medine im Neuen Reich. Berlin 2001. (ungedruckte Dissertation)
- Herausgeberin mit Mathias Lange: Proceedings of the Second International Conference on the Archaeology of the Fourth Nile Cataract. Berlin, August 4th – 6th, 2005. (=  Meroitica, Band 23), Harrassowitz, Wiesbaden 2007, ISBN 978-3-447-05680-9.
- Herausgeberin mit Cornelia Kleinitz: „Nihna nâs al-bahar – we are the people of the river“. Ethnographic research in the fourth Nile cataract region, Sudan. (=  Meroitica, Band 26), Harrassowitz, Wiesbaden 2007, ISBN 978-3-447-06891-8.